# Anania extricalis
Anania extricalis är en fjärilsart som beskrevs av Achille Guenée 1854. Anania extricalis ingår i släktet Anania och familjen gräsmott, Crambidae. En underart finns listad i Catalogue of Life, Anania extricalis dionalis Walker, 1859.